# Mike Fleck
Michael E. Fleck (sinh năm 1973) là một thành viên đảng Cộng hòa của Hạ viện Pennsylvania cho lập pháp quận 81. Ông được bầu lần đầu tiên vào năm 2006 để thành công khi nghỉ hưu Larry Sather, nhậm chức vào ngày 2 tháng 1 năm 2007.
Vào ngày 1 tháng 12 năm 2012, Fleck công khai là người đồng tính. Sau khi công bố công khai, ông và Dân biểu Brian Sims (D - 182) đã trở thành hai nhà lập pháp đồng tính công khai đầu tiên ở Pennsylvania. Fleck là nhà lập pháp Cộng hòa duy nhất tại Hoa Kỳ vào thời điểm đó. Thông báo công khai của ông được xếp hạng là một trong "Những câu chuyện công khai hàng đầu năm 2012" cùng với những thông tin của nhà báo Anderson Cooper, diễn viên Matt Bomer và Sam Champion của Good Morning America.
Mike Fleck đã tranh đua không được ủng hộ cho đến năm 2014 khi đồng nghiệp đảng Cộng hòa và ứng cử viên Richard Irvin đánh bại ông trong cuộc bầu cử sơ bộ của đảng Cộng hòa. Fleck suýt giành được đề cử Dân chủ với tư cách là ứng cử viên sáng tác, nhưng thua Irvin trong tổng tuyển cử.
Bầu cử năm 2014 là một trong những cuộc đua lập pháp được theo dõi nhiều nhất ở nước này, với Fleck được ghi nhận trên tờ New York Times và Tạp chí Chính phủ đặt tên ông là một trong "12 nhà lập pháp hàng đầu để xem trong năm 2014."
Vào tháng 12 năm 2014, Fleck được bổ nhiệm vào ủy ban chuyển tiếp của Thống đốc Tom Wolf mới được bầu. Vào tháng 6 năm 2015, Fleck gia nhập Cục quản lý Sói với tư cách là Giám đốc của Cục Hợp tác và Điều hành lực lượng lao động, với Bộ Lao động và Công nghiệp, giám sát 67 Trang web Careerlink của tiểu bang.

## Đời tư
Năm 2002, Fleck kết hôn với Dorea Castyham, cặp đôi ly dị vào năm 2011.
Bạn đời hiện tại của Fleck, Tiến sĩ Warren Licht, là một bác sĩ nổi tiếng của thành phố New York; vào tháng 4 năm 2016, ông được vinh danh là một trong 50 người trên 50 tuổi ở thành phố New York. Licht là cựu Giám đốc Y khoa của Bệnh viện Trung tâm New York. Bệnh viện Trung tâm New York cách Trung tâm Thương mại Thế giới vài dãy nhà; vào ngày 11 tháng 9, Tiến sĩ Licht đã đóng một vai trò hàng đầu trong việc quản lý các phản ứng y tế. Licht thường được trích dẫn trên báo chí về các vấn đề y tế.
Fleck công khai người đồng tính vào ngày 1 tháng 12 năm 2012. Ông và Dân biểu đảng Dân chủ Brian Sims chia sẻ sự chỉ định của các thành viên đồng tính công khai đầu tiên của Đại hội đồng Pennsylvania. Tuy nhiên, hầu hết các phương tiện truyền thông đều công nhận Fleck là nhà lập pháp đồng tính công khai đầu tiên khi Sims chưa tuyên thệ nhậm chức. Fleck là một trong hai nhà lập pháp nhà đảng Cộng hòa đồng tính công khai tại Hoa Kỳ, cùng với đại diện bang Ohio Tim Brown, người đã tuyên thệ nhậm chức một tháng sau đó.